# Virgil Nevjestic
Virgilije Nevjestić, connu en France comme Virgil Nevjestic, né le 22 novembre 1935 à Tomislavgrad et mort le 25 août 2009 à L'Haÿ-les-Roses, est un graveur, peintre et poète français.
Son atelier se situait à Paris, boulevard Saint-Jacques, dans le XIVe arrondissement.

## Expositions
- 1993 : Galerie la Hune Brenner, Paris.